# Jasionka Druga
Jasionka Druga (dawn. Jasionka Polska) – część wsi Jasionka w Polsce, położona w województwie lubelskim, w powiecie parczewskim, w gminie Parczew. Dawniej samodzielna wieś. W latach 1919–61 w granicach Parczewa.
Stanowi jedno z czterech skupisk osadniczych wsi Jasionka, największe, położone wzdłuż głównej drogi.
13 października 1919 wieś Jasionkę Polską wyłączono z gminy Milanów i włączono do odzyskującego status miasta Parczewa. 31 grudnia 1961 Jasionkę (już jako Jasionka II) wyłączono ponownie z Parczewa i włączono do nowo utworzonej gromady Parczew.
W latach 1975–1998 miejscowość administracyjnie należała do ówczesnego województwa bialskopodlaskiego.